# Kanton Labrit
Labrit is een voormalig kanton van het Franse departement Landes. Het kanton maakte deel uit van het arrondissement Mont-de-Marsan.

## Gemeenten
Het kanton Labrit omvatte de volgende gemeenten:
- Bélis
- Brocas
- Canenx-et-Réaut
- Cère
- Garein
- Labrit (hoofdplaats)
- Maillères
- Le Sen
- Vert